# Terling
Terling is een civil parish in het bestuurlijke gebied Braintree, in het Engelse graafschap Essex. De plaats telt 764 inwoners.